# Кинстон (Северна Каролина)
Кинстон (енгл. Kinston) град је у америчкој савезној држави Северна Каролина.

## Демографија
По попису из 2010. године број становника је 21.677, што је 2.011 (-8,5%) становника мање него 2000. године.
| Група             | 2000.          | 2010.          |
| Белци             | 8.290 (35,0%)  | 6.022 (27,8%)  |
| Афроамериканци    | 14.837 (62,6%) | 14.749 (68,0%) |
| Азијати           | 135 (0,6%)     | 152 (0,7%)     |
| Хиспаноамериканци | 269 (1,1%)     | 512 (2,4%)     |
| Укупно            | 23.688         | 21.677         |